# وینگرت
وینگرت (روسی: винегрет) یک سالاد روسی است که مواد اولیه اش شامل چغندر، سیب زمینی و هویج آب‌پز، پیاز و همین‌طور خیارشور می‌شود. بعضی‌ها هم شوید خورد شده و نخود سبز آب‌پز اضافه می‌کنند. به این سالاد سس مایونز نمی‌زنند.
توضیح این که در روسیه، خیارشور سرکه ندارد و فقط در آب نمک تهیه می‌شود.

## نگارخانه

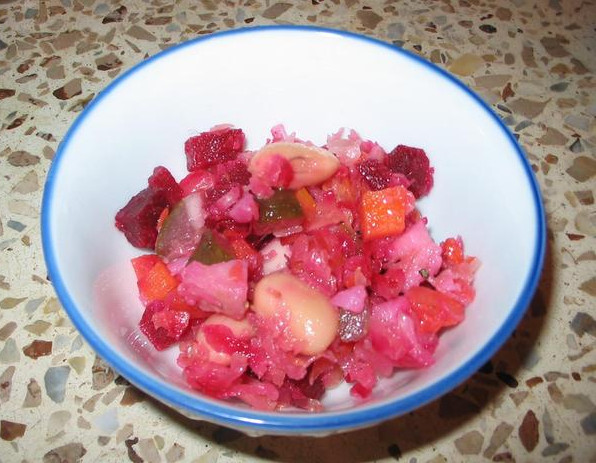
وینگرت با لوبیا
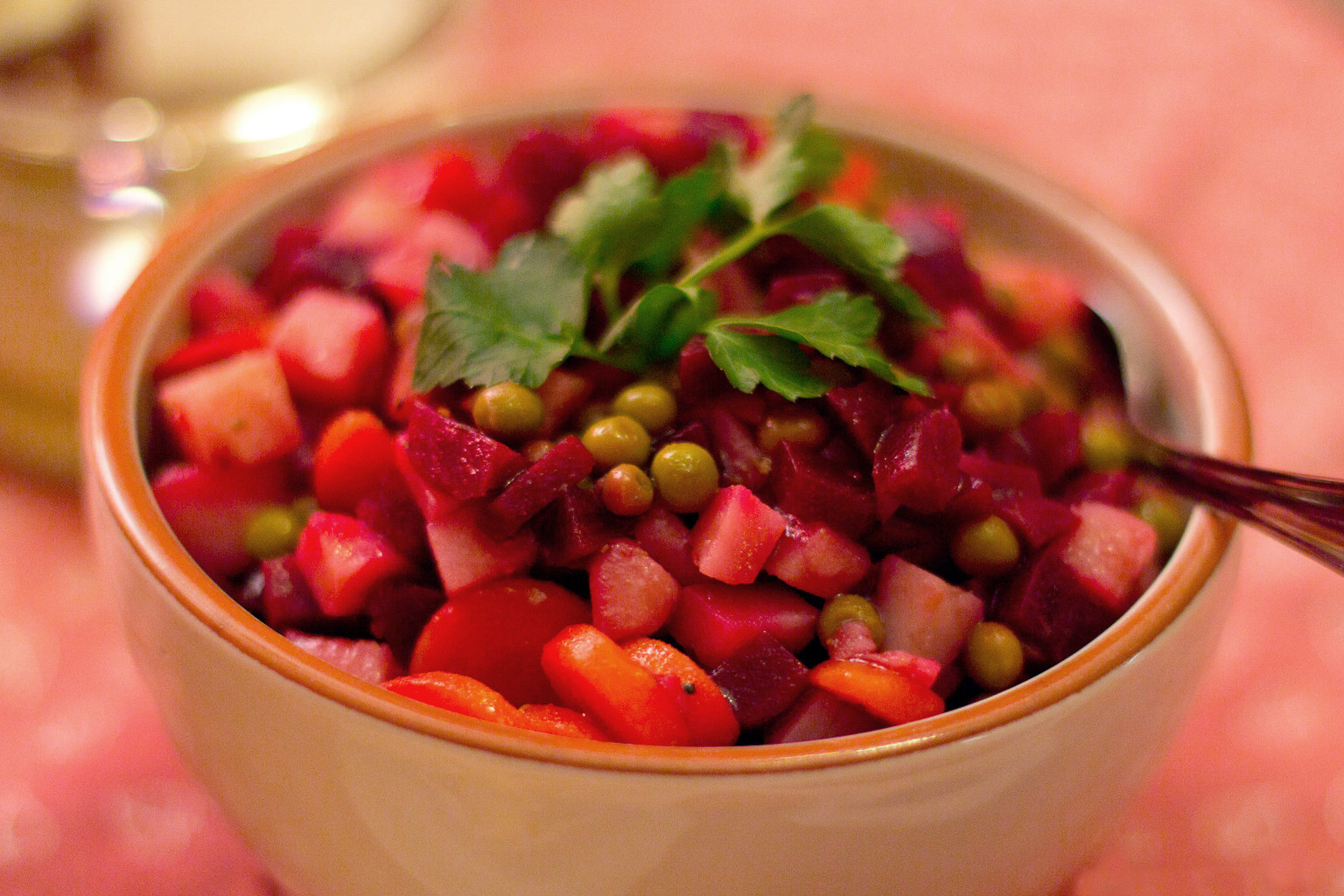
وینگرت با نخود سبز